# Cooke-triplet

Cooke-triplet met diafragma.

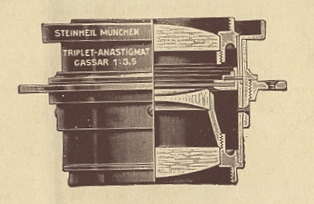
De Cassar van Steinheil is een voorbeeld van een Cooke-triplet.

De Zeiss Tessar (1902) is gebaseerd op een triplet, waarbij de achterste lens uit twee opeengekitte componenten bestaat.

Een Cooke-triplet is een objectieftype dat uit drie lenzen bestaat. Het corrigeert zowel de chromatische aberratie voor twee golflengten als het astigmatisme. Het Cooke-triplet is een klassiek objectiefontwerp. Het werd in 1893 voor het eerst beschreven door Harold Dennis Taylor, en genoemd naar diens werkgever, de firma Thomas Cooke & Son. Daarnaast heeft ook Ernst Abbe in 1890 een octrooi voor een tripletconstructie aangevraagd.

## Constructie en werking
Gewoonlijk bestaat een triplet uit twee convergerende (positieve) lenzen van kroonglas, met een divergerende (negatieve) lens van flintglas ertussenin. De combinatie van de twee eerste lenzen – de positieve en de negatieve – levert een zeer lange brandpuntsafstand. Deze lange brandpuntsafsatnd wordt door de derde lens weer verkort. De chromatische aberratie wordt voor twee golflengtes gecorrigeerd, waardoor het triplet een achromaat is.
In de loop der tijd werden voor de beide buitenste lenzen glassoorten met steeds hogere brekingsindex toegepast. Daarmee konden de lichtsterkte, de beeldhoek en de correctie aanzienlijk worden verbeterd. De eerste tripletten hadden een lichtsterkte van 1:6,8. Later nam dat toe tot 1:4,5 en eind jaren 1930 tot 1:3,5. Na de Tweede Wereldoorlog werden tripletten met een lichtsterkte van 1:2,8 gemaakt, daar er inmiddels nieuwe glassoorten met verbeterde optische eigenschappen beschikbaar waren. Zo kwamen er bijvoorbeeld lenzen uit de glassoort SK16 (brekingsindex (n) = 1,62), later ook uit LaK8 (n = 1,71) en uiteindelijk uit LaFN21 (n = 1,79). Tegenwoordig worden ook lanthaanoxide bevattende kroonglassoorten met een zeer hoge brekingsindex en lage dispersie gebruikt (bijvoorbeeld Schott LaFN21).
De coma en het astigmatisme zijn daarentegen bij beperkte lichtsterkte – tegenwoordig gewoonlijk tot 1:2,8 – meestal goed gecorrigeerd. Objectieven gebaseerd op het Cooke-triplet werden daarom, naast objectieven met andere constructies, ook als „anastigmaten” verkocht. Een voorbeeld is de Novotrinast-Anastigmat, die als projectieobjectief in bepaalde episcopen van de firma Liesegang werd gebruikt.
Bij afgeleide objectiefontwerpen (zie hierna) met meer dan drie lenzen worden afzonderlijke lenzen veelal door opeengekitte elementen vervangen (bijvoorbeeld de bekende Zeiss Tessar.

## Optische details
Volgens Gross et al. heeft een Cooke-triplet uit dunne lenzen acht vrijheidsgraden voor het corrigeren van afbeeldingsfouten: elk van de drie sferische lenzen heeft twee kromtestralen, en er zijn twee lensafstanden. Deze acht vrijheidsgraden zijn voldoende om de vijf monochromatische afbeeldingen van de derde orde en de twee belangrijkste chromatische aberraties te corrigeren en de gewenste brandpuntsafstand in te stellen. Een lenzensysteem zonder beeldveldwelving kan dus echter alleen worden gerealiseerd door een geschikte keuze van de glassoorten.
Daarnaast zijn er volgens Gross een reeks ontwerprichtlijnen die tot een bruikbaar triplet leiden:
1. De sterkte van de achterste lens moet ongeveer 20% hoger zijn dan die van de voorste lens.
2. De sterkte van de voorste lens moet ongeveer anderhalfmaal de totale sterkte van het triplet zijn.
3. Wanneer alle afbeeldingsfouten geheel worden gecorrigeerd, krijgt men een systeem met grote zonefouten. Een compromis lijkt zinvoller.
4. Reductie van de beeldveldwelving vereist twee positieve buitenste lenzen uit kroonglas met hge brekingsindex en een negatieve middelste lens uit flintglas.

## Toepassingen
Het triplet werd al spoedig de standaardconstructie voor objectieven, vooral bij niet te dure camera’s. Decennialang had bijna elke compacte zoekercamera een tripletobjectief met vaste brandpuntsafstand, zoals de Triotar van Zeiss en de Trioplan van Meyer Görlitz.
Wijdverbreid is het gebruik van Cooke-tripletten als projectieobjectief voor diaprojectoren. Een veelgebruikte lichtsterkte is 1:2,8 bij een brandpuntsafstand van 85...90 mm.
Voor het projecteren van niet-doorzichtige documenten met episcopen worden ook vaak Cooke-tripletten gebruikt. De objectieven zijn soms vrij groot. Brandpuntsafstanden van 330 mm en een lensdiameter van 10 cm (lichtsterkte 1:3,6) komen voor. Er zijn er zelfs met een brandpuntsafstand van 1000 mm bij een lichtsterkte van 1:5,6 en een gewicht van circa 7 kg.

## Afgeleide types
Genoemd werd reeds de Tessar van Zeiss, waarbij de achterste lens door een opeengekit lenzenpaar was vervangen. Bij de Heliar van Voigtländer, die reeds in 1900 werd ontwikkeld, waren aanvankelijk zowel de eerste als de laatste lens vervangen door een opeengekit lenzenpaar, zodat het geheel vijf lenzen bevatte. Ook de Primoplan van Meyer was een lichtsterke, uit vijf lenzen bestaande tripletvariant.